# The Real Housewives of Amsterdam (seizoen 2)
Het tweede seizoen van The Real Housewives of Amsterdam werd vanaf 26 oktober 2023 wekelijks uitgezonden via Videoland.
Dit seizoen van The Real Housewives of Amsterdam volgde de levens van Maria Tailor, Hella Huizinga, Cherry-Ann Person, Kimmylien Nguyen, Susanna Klibansky, Djamila Celina Melcherts en nieuwkomer Tamara Elbaz.
Sheila Bergeik verliet na De reünie van het eerste seizoen de serie. Klibansky en Huizinga verlieten de serie na De reünie van dit seizoen.

## Productie en crew
1 juni 2023 werd officieel bekend gemaakt dat er een tweede seizoen van The Real Housewives of Amsterdam zou komen. De show wordt wederom geproduceerd door Concept Street onder leiding van producent Roy Aalderink en productieleider Sterre Heerink. Justin Arnts was als redacteur onder leiding van de nieuwe eindredacteur Linda van den Dikkenberg betrokken om de show met een rode draad te produceren.
De opnames begonnen eind april rond de verjaardag van housewife Hella. Door onverwachts vertrek van een nieuwkomer lagen de opnames in mei ongeveer drie weken stil. De opnames duurde uiteindelijk tot begin september. In vergelijking met het eerste seizoen heeft deze een langere opnameperiode gehad en hierdoor ook meer afleveringen. 

## Cast
Door de social media accounts van de huisvrouwen werd al duidelijk dat er een tweede seizoen zou komen. Zo waren de huisvrouwen eind april 2023 voor het eerst samen te zien op de social media accounts van verschillende vrouwen op het verjaardagsfeestje van Hella. Dit bleek ook achter een van de eerste draaidagen te zijn geweest. Op 1 juni werd officieel bekend gemaakt dat er een tweede seizoen zou komen en dat Maria Tailor, Hella Huizinga, Cherry-Ann Person, Kimmylien Nguyen, Susanna Klibansky en Djamila Celina Melcherts terugkeren en dat Sheila Bergeik wordt vervangen door nieuwkomer Tamara Elbaz. 
Echter was Elbaz niet direct eerste keuze, want eerder zou een onbekende dame de plek van Bergeik innemen. Maar in verband het feit dat de dame in kwestie een escort was en daardoor niet binnen het programma paste ook direct weer ontslagen. Echter werd zij daarop vervangen door Merel von Carlsburg, maar die haakte na amper één week filmen in verband met een prive situatie af. De opnames hebben hierdoor drie weken stil gelegen. Tussentijds werd Elbaz gecast, hierdoor is zij ook niet aanwezig tijdens de eerste officiele setting met alle housewives in de eerste aflevering van dit seizoen.
Tamara is een oude vriendin van Maria, samen deden ze in 2011 mee in de realityserie Modemeisjes met een missie. Door een zakelijk conflict in 2015 zijn ze elkaar uit het oog verloren en komen nu sinds acht jaar weer face-to-face. Tamara is een gescheiden vrouw met een zoontje van anderhalf. Na jarenlang in Spanje en België te hebben gewoond is ze nu weer terug in Amsterdam. Voorheen was ze actief in de PR, maar sinds enkele jaren is ze CEO voor een bedrijf dat natural supplementen en superfoods produceert.
| Links             | Links                    | Links             | HOST           | Rechts       | Rechts       | Rechts           | Rechts         |
| ----------------- | ------------------------ | ----------------- | -------------- | ------------ | ------------ | ---------------- | -------------- |
| Cherry-Ann Person | Djamila Celina Melcherts | Susanna Klibansky | Carlo Boszhard | Maria Tailor | Tamara Elbaz | Kimmylien Nguyen | Hella Huizinga |

### Cast overzicht
| Housewives     | Afleveringen | Afleveringen | Afleveringen | Afleveringen | Afleveringen | Afleveringen | Afleveringen | Afleveringen | Afleveringen | Afleveringen | Afleveringen | Afleveringen | Afleveringen |
| Housewives     | 1            | 2            | 3            | 4            | 5            | 6            | 7            | 8            | 9            | 10           | 11           | 12           | 13           |
| -------------- | ------------ | ------------ | ------------ | ------------ | ------------ | ------------ | ------------ | ------------ | ------------ | ------------ | ------------ | ------------ | ------------ |
| Maria          |              |              |              |              |              |              |              |              |              |              |              |              |              |
| Hella          |              |              |              |              |              |              |              |              |              |              |              |              |              |
| Cherry-Ann     |              |              |              |              |              |              |              |              |              |              |              |              |              |
| Kimmylien      |              |              |              |              |              |              |              |              |              |              |              |              |              |
| Susanna        |              |              |              |              |              |              |              |              |              |              |              |              |              |
| Djamila Celina |              |              |              |              |              |              |              |              |              |              |              |              |              |
| Tamara         |              |              |              |              |              |              |              |              |              |              |              |              |              |
|                |              |              |              |              |              |              |              |              |              |              |              |              |              |
| Magali         |              |              |              |              |              |              |              |              |              |              |              |              |              |

legenda

## Taglines
- Maria: "Amsterdam is goudeerlijk en onbetaalbaar. Net als ik!"
- Hella: "Ik ben forty, flirty en helemaal fabulous."
- Cherry-Ann: "Champagne in de ene hand, ambitie in de ander. Mommy has it all"
- Kimmylien: "Ik sta bekend om mijn pittige mening. I love spicy!"
- Tamara: "Mijn gezicht is een raadsel, maar mijn mening is altijd glashelder."
- Susanna: "In een wereld vol kitsch, ben ik de kunst."
- Djamila Celina: "De kaarten zijn opnieuw geschud. Maar ik blijf de queen of hearts."

| Tamara Elbaz | Hella Huizinga | Maria Tailor | Djamila Celina Melcherts | Cherry-Ann Person | Susanna Klibansky | Kimmylien Nguyen |

## Afleveringen
| Nr. (totaal) | Nr. (seizoen) | Titel                              | Datum            |
| --- | ------------- | ---------------------------------- | ---------------- |
| 10 | 1             | Nieuwe ronde, nieuwe kansen        | 26 oktober 2023  |
| Hella viert haar veertigste verjaardag en nodigt alle vrouwen uit, op Sheila na. Djamila is klaar met de drukte op en rondom de Dam en wil een wat rustiger woonplek in Amsterdam. Maria en Cherry-Ann komen voor het eerst face-to-face na de reünie en hebben nog wat uit te praten. En er is een nieuwe huisvrouw in aantocht.              |               |                                    |                  |
| 11 | 2             | De kaarten zijn geschud            | 26 oktober 2023  |
| Tamara gaat samen met Kimmylien naar een medium, om te kijken hoe zij moet dealen met haar nieuwe "vriendinnen". Susanna nodigt iedereen uit voor een coverrelease, maar lijkt niet helemaal te klikken met nieuwkomer Tamara. Djamila probeert zich van haar beste kant te laten zien en nodigt iedereen uit voor een girlstrip naar Mallora. |               |                                    |                  |
| 12 | 3             | Lunch der leugens                  | 2 november 2023  |
| Hella heeft een exclusive lunch georganiseerd voor haar vriendinnen en verschillende influencers, maar haar beste vriendin Maria ontbreekt. Ook de tafelmanieren van Djamila en Kimmylien ontbreken wanneer zij in een ruzie belanden. |               |                                    |                  |
| 13 | 4             | La noche dramática                 | 9 november 2023  |
| De dames gaan met zijn allen op vakantie naar Mallorca. Djamila Celina en Kimmylien zien elkaar weer en hun ruzie gaat verder waar hij gebleven was. Ook groeit de spanning tussen Tamara en Susanna met de dag. |               |                                    |                  |
| 14 | 5             | Classy or trashy?                  | 16 november 2023 |
| De vriendschap tussen Maria en Kimmylien lijkt weer als vanouds, en Tamara en Susanna lijken steeds meer vijanden van elkaar te worden. De girlstrip op Mallorca lijkt op een fiasco uit te lopen wanneer Djamila de overige dames naar haar favoriete beachclub meeneemt.                                                                     |               |                                    |                  |
| 15 | 6             | Verwend of verwaarloosd            | 23 november 2023 |
| Sommige vrouwen hebben een bittere nasmaak na de laatste ochtend tijdens de girlstrip op Mallorca. Cherry-Ann probeert Djamila en Kimmylien dichter bij elkaar te brengen en heeft een voorstel dat door beiden indirect wordt afgeslagen. Tamara komt ook met een voorstel voor Susanna, maar ook die ziet het niet zitten.                   |               |                                    |                  |
| 16 | 7             | Verbroken vriendschap              | 30 november 2023 |
| Djamila veegt de vloer met Tamara aan tijdens een een-op-eengesprek over Tamara's houding. Maria gaat samen met haar broer terug naar de plek waar zij werd geboren. Cherry-Ann neemt haar vriendinnen Kimmylien en Djamila mee naar haar lifecoach, maar de uitkomst is niet waar iedereen op gehoopt had.                                    |               |                                    |                  |
| 17 | 8             | Sisterhood of sistershade?         | 7 december 2023  |
| Maria reikt tot ieders verbazing het eerste exemplaar van haar "sisterhoodie" uit aan Djamila. Iedereen heeft daar zo zijn gedachten over. Die gedachten worden door Djamila tijdens een diner uitgesproken. De verhouding tussen Tamara en Susanna blijkt haar toppunt te hebben bereikt.                                                     |               |                                    |                  |
| 18 | 9             | Het is de toon die de muziek maakt | 14 december 2023 |
| De spanningen tussen Susanna en Tamara bereiken een hoogtepunt, tot woede van beide dames. Als Djamila hoort dat zij wederom het gespreksonderwerp was, besluit ze voor haar etentje de overige dames niet uit de nodigen. Tamara nodigt iedereen uit voor een nieuwe Girls Trip, maar niet iedereen is direct enthousiast.                    |               |                                    |                  |
| 19 | 10            | Girls trip Antwerpen!              | 21 december 2023 |
| Tamara weet uiteindelijk Djamila na een afwijzing toch zover te krijgen dat ze meegaat op de nieuwe Girls Trip. In Antwerpen worden de dames verwend met een spirituele vuurceremonie, waarbij ze afscheid nemen van vroegere trauma's, al werkt het meer op hun lachspieren.                                                                  |               |                                    |                  |
| 20 | 11            | Spreken is zilver, zwijgen is goud | 28 december 2023 |
| Susanna is via Djamila op de hoogte gesteld van wat er allemaal in Antwerpen is gebeurd en besproken. Cherry-Ann doopt haar woonkamer om tot een heuse Chanel Showroom en nodigt al haar vriendinnen uit. De vrouwen komen ook oog-in-oog te staan met een oude bekende.                                                                       |               |                                    |                  |
| 21 | 12            | Vriendin of vijand?                | 4 januari 2024   |
| Een "gevoel" van Magali zorgt voor frictie tussen vriendinnen Cherry-Ann en Djamila. Ondertussen lijkt de groep meer dan ooit in twee kampen gesplitst te zijn wanneer blijkt dat Djamila de helft van de groep heeft uitgenodigd voor haar releaseparty.                                                                                      |               |                                    |                  |
| 22 | 13            | De reünie                          | 11 januari 2024  |
| De zeven vrouwen komen samen tijdens een reünie. Tamara heeft nog een appeltje te schillen met Susanna. Daarnaast wordt er teruggeblikt op de (gebroken) vriendschappen, onuitgesproken discussies, drama en persoonlijke emoties. |               |                                    |                  |